# Фонте дел Фико (Терамо)
Фонте дел Фико (итал. Fonte del Fico) је насеље у Италији у округу Терамо, региону Абруцо.
Према процени из 2011. у насељу је живело 78 становника. Насеље се налази на надморској висини од 180 м.